# Homewood (Carolina del Sur)
Homewood es un lugar designado por el censo ubicado en el condado de Horry en el estado estadounidense de Carolina del Sur. En el Censo de 2020 tenía una población de 1693 habitantes y una densidad poblacional de 315,86 habitantes por km². Fue incluido como CDP en el censo de 2020.

## Geografía
Homewood se encuentra ubicado en las coordenadas 33°53′3″N 79°2′54″O / 33.88417, -79.04833. Según la Oficina del Censo de los Estados Unidos,  tiene una superficie total de 5,36 km², de la cual 5,26 km² corresponden a tierra firme y 0,10 km² a agua.